# Лизогуб, Семён Ефимович
Семён Ефи́мович Лизогу́б (укр. Семе́н Юхи́мович Лизогу́б; 1689—1734, Гродно) — военный деятель и дипломат времён Гетманщины. Внук Гетмана Петра Дорошенко, зять Гетмана Ивана Скоропадского, прапрадед по материнской линии писателя Николая Гоголя, отец Семёна Лизогуба.

## Биография

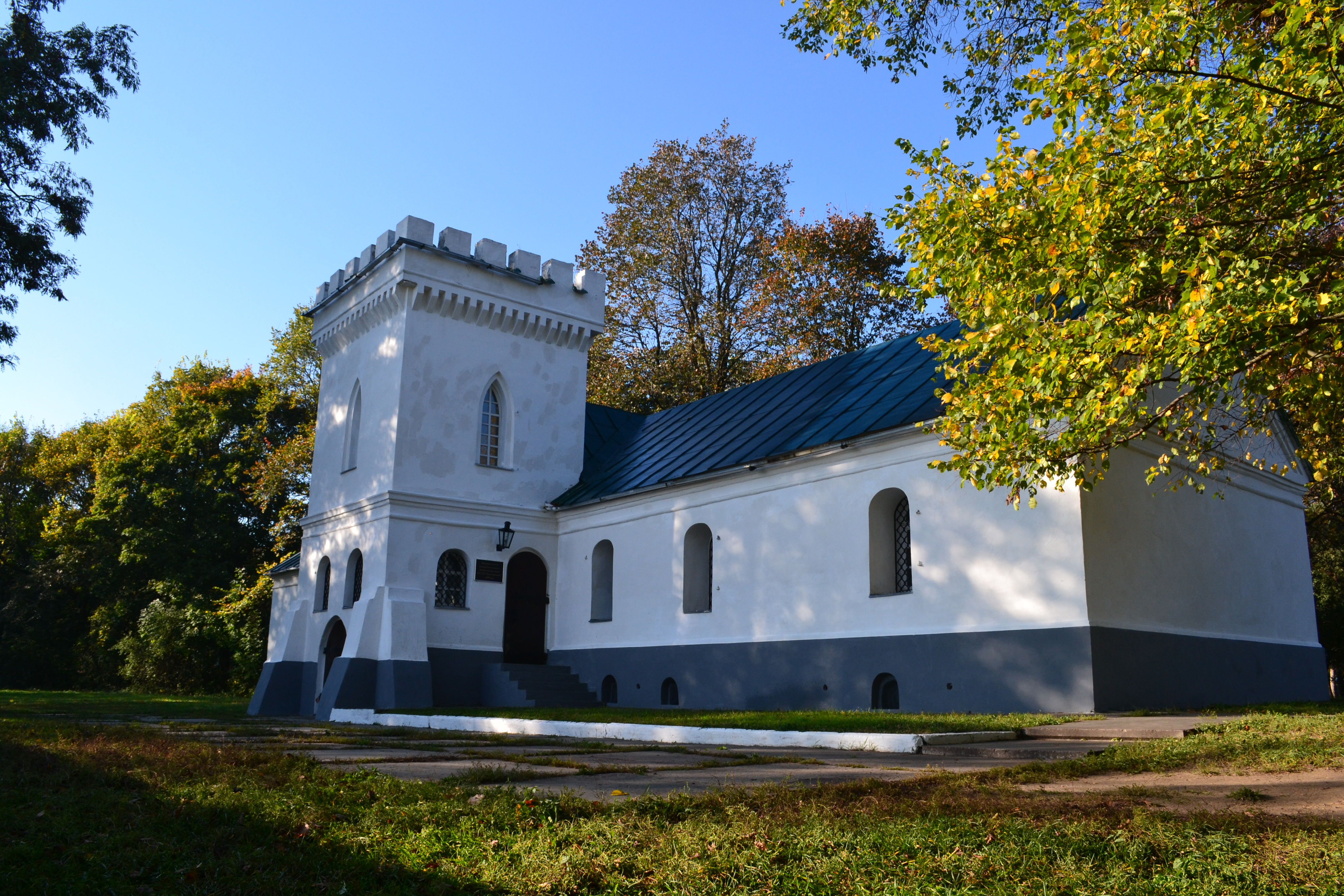
Дворец Лизогубов в Седневе

Родился на территории Черниговского полка в семье Ефима Лизогуба, генерального бунчужного и хорунжего Войска Запорожского, черниговского полковника и Любови Дорошенко, дочери гетмана Пётра Дорошенко. Внук Якова Кондратьевича Лизогуба, генерального есаула Войска Запорожского, каневского и черниговского полковника.
Известно, что вместе с отцом, матерью, братьями и сестрами ездил в Москву навестить своего родного деда и опального казацкого гетмана Петра Дорошенко, который с 1677 г. находился там в почётной ссылке.
Образование получил в Киево-Могилянской академии.
С 1709 г. состоял значным и знатным войсковым товарищем. В 1715—1734 годах служил Бунчуковым товарищем. В качестве такового в августе 1727 г. ездил в числе других в Петербург с благодарственными челобитными от полков.
Женился на Ирине Ивановне Скоропадский (1679—1744) старшей дочери гетмана Скоропадского.
В 1725 г. участвовал в походе на Гилянское ханство, а в 1727 г. был в числе казацких депутатов, посланных в Москву для восстановления гетманата на Украине. В 1734 году в составе казацкого корпуса своего брата Якова Лизогуба принимал участие в походе на Польшу, связанным с вмешательством Российской империи в борьбу за польский престол Речи Посполитой на стороне Августа ІІІ. Во время похода скончался в Гродно и был погребен «в кляшторе Базилианов при пушечной и дробной стрельбе с церемонией».
На Украине Семен Ефимович Лизогуб владел большими имениями, насчитывавшими около 600 дворов. Имел четырех сыновей: Семена, Ивана, Василия, Константина и двух дочерей: Анну и Анастасию. Старший сын Семен Лизогуб был женат на Марте Васильевне Кочубей, дочери полтавского полковника Василия Кочубея.